# FK Gorno Lisiče
FK Gorno Lisiče (Macedonisch: ФК Горно Лисиче) is een Macedonische voetbalclub uit Gorno Lisiče bij Skopje.
De club werd in 1964 opgericht nadat er begin jaren 40 al een club in Gorno Lisiče actief was. Dit was vanwege de Tweede Wereldoorlog maar van korte duur. De club speelde lang in de lagere regionen van het Joegoslavische voetbal en veranderde meermaals van naam mede door sponsorredenen. Sinds 2010 speelde de club in de Vtora Fudbalska Liga, het tweede niveau. In 2013 promoveerde de club na promotie-degradatiewedstrijden tegen FK Drita Bogovinje naar Prva Liga. Daar speelde de club in het Boris Trajkovskistadion in Skopje omdat het Gradski stadion in Gorno Lisiče niet aan de eisen van de bond voldoet. In 2014 degradeerde de club direct weer terug.

## Historische namen
- 1964—19??: FK Bratstwo-Edinstwo Gorno Lisiče
- 199?—199?: FK Tehnokom Gorno Lisiče
- 199?—2010: FK Gorno Lisiče
- 2010—2013: FK Euromilk Gorno Lisiče
- 2013—...: FK Gorno Lisiče

Arsimi ·
Bashkimi ·
Belasica · 
FK Borec
Bregalnica Štip ·
Detonit · 
Kožuv · 
Makedonija · 
Novaci ·
Ohrid · 
Osogovo · 
Pobeda · 
Sasa · 
Skopje · 
Vardar Negotino ·
FK Vardarski